# Tamda Noumercid
Tamda Noumercid (franska: Tamda Noumercid (CR), Tamda Noumercid (Commune Rurale), arabiska: الغنادرة) är en kommun i Marocko.   Den ligger i provinsen Azilal och regionen Béni Mellal-Khénifra, i den nordöstra delen av landet, 230 km söder om huvudstaden Rabat. Antalet invånare är 11 115.